# ファルハード・マジーディー
ファルハード・マジーディー (1976年6月3日 - 、ラテン文字:Farhad Majidi、ペルシア語: فرهاد مجیدی ) は、イラン・テヘラン出身の元プロサッカー選手、元同国代表選手である。現役時代のポジションはMF。現在はエステグラルFCの監督を務めている。2010年、マジーディーはアジア年間最優秀選手賞の候補に選ばれ、投票により2位を獲得した。IFFHSにより、2010年度最も人気のあった現役サッカー選手に認定された。

## クラブキャリア
エステグラルで数年プレーした後、マジーディーはSKラピード・ウィーンからオファーを受けた。しかし、オーストリアへの完全移籍ではなかったため、エステグラルはその後UAEリーグのアル・ワスルFCへと移籍させた。
UAEリーグでは同じイラン人のアリーレザー・ヴァーヘディー・ニークバフトとともに、マジーディーは多くのゴールを挙げ得点王争いを演じた。しかしその後マジーディーは怪我のため戦列を離れ、得点王は獲得できなかった。
マジーディーのキャリアにおいて最も活躍した時期の一つがアル・アインFCへと短期間のローン移籍した期間である。マジーディーはAFCチャンピオンズリーグ2002-03準決勝の大連実徳戦で得点を挙げ、アル・アインFCをAFCチャンピオンズリーグ決勝の舞台に導いた。その後マジーディーはクラブ史上初となるAFCチャンピオンズリーグ (前身のアジアクラブ選手権も含む) の優勝を成し遂げた。
アル・ワスルFCでは5年間プレーし100以上のゴールを決めた。2006年にアル・ワスルを退団し、UAEのクラブアル・ナスルSCに加入した。
2007年2月10日、マジーディーはシーズン終了までアル・アハリ・ドバイと契約をかわした。シーズン終了後、マジーディーはエステグラルと一年契約をかわした。マジーディーはエステグラルとの契約をさらに2年間延長し攻撃的MFとして活躍、2008-09シーズンにはリーグ優勝の原動力となった。彼は2009-10シーズンも好調を維持しチームの得点王及びACLの得点王も獲得した。
2011年12月21日、マジーディーは個人的な事情からエステグラルを離れ、カタールのアル・ガラファSCに加入した。
マジーディーは2012年9月28日にエステグラルが契約延長を拒否しチームスタッフとしての契約を打診したことでサッカー選手としての引退を発表したが
、後にこの発言を撤回、2012年12月18日に18ヶ月の契約を結び再びエステグラルでプレーすることになった。
しかし、2013年10月29日に、契約が残ってるにもかかわらず突如引退を発表した。

### 統計
| パフォーマンス | パフォーマンス                  | パフォーマンス           | リーグ | リーグ | カップ               | カップ               | 国際大会   | 国際大会   | 合計 | 合計   |
| シーズン       | クラブ                          | リーグ                   | 出場   | ゴール | 出場                 | ゴール               | 出場       | ゴール     | 出場 | ゴール |
| イラン         | イラン                          | イラン                   | リーグ | リーグ | ハズフィー・カップ   | ハズフィー・カップ   | ACL        | ACL        | 合計 | 合計   |
| -------------- | ------------------------------- | ------------------------ | ------ | ------ | -------------------- | -------------------- | ---------- | ---------- | ---- | ------ |
| 1996–97        | バフマン                        | アーザーデガーン・リーグ | 19     | 10     |                      |                      |            |            |      |        |
| 1999–00        | エステグラル                    | アーザーデガーン・リーグ | 14     | 4      |                      |                      |            |            |      |        |
| オーストリア   | オーストリア                    | オーストリア             | リーグ | リーグ | オーストリア・カップ | オーストリア・カップ | UEFAカップ | UEFAカップ | 合計 | 合計   |
| 1999–00        | ラピード・ウィーン              | ブンデスリーガ           | 12     | 2      |                      |                      |            |            |      |        |
| イラン         | イラン                          | イラン                   | リーグ | リーグ | ハズフィー・カップ   | ハズフィー・カップ   | ACL        | ACL        | 合計 | 合計   |
| 2000–01        | エステグラル                    | アーザーデガーン・リーグ | 3      | 0      |                      |                      |            |            |      |        |
| UAE            | UAE                             | UAE                      | リーグ | リーグ | プレジデントカップ   | プレジデントカップ   | ACL        | ACL        | 合計 | 合計   |
| 2001–02        | アル・ワスル                    | UAEリーグ                | 8      | 7      |                      |                      |            |            |      |        |
| イラン         | イラン                          | イラン                   | リーグ | リーグ | ハズフィー・カップ   | ハズフィー・カップ   | ACL        | ACL        | 合計 | 合計   |
| 2001–02        | エステグラル                    | イラン・プロリーグ       | 11     | 5      |                      |                      |            |            |      |        |
| UAE            | UAE                             | UAE                      | リーグ | リーグ | プレジデントカップ   | プレジデントカップ   | ACL        | ACL        | 合計 | 合計   |
| 2002-03        | アル・ワスル                    | UAEリーグ                |        | 12     |                      |                      | –          | –          |      |        |
| 2002-03        | → アル・アイン                  | UAEリーグ                | –      | –      | –                    | –                    | 4          | 1          | 4    | 1      |
| 2003-04        | アル・ワスル                    | UAEリーグ                |        | 13     |                      |                      | –          | –          |      |        |
| 2004-05        | アル・ワスル                    | UAEリーグ                |        | 7      |                      |                      | –          | –          |      |        |
| 2005-06        | → アル・アハリ・ドバイ (ローン) | UAEリーグ                | 20     | 11     |                      |                      | –          | –          |      |        |
| 2006-07        | アル・ナスル                    | UAEリーグ                | 15     | 3      |                      | 1                    | –          | –          |      | 4      |
| 2006-07        | アル・アハリ・ドバイ            | UAEリーグ                | 5      | 1      |                      | 0                    | –          | –          |      | 1      |
| イラン         | イラン                          | イラン                   | リーグ | リーグ | ハズフィー・カップ   | ハズフィー・カップ   | ACL        | ACL        | 合計 | 合計   |
| 2007-08        | エステグラル                    | イラン・プロリーグ       | 22     | 7      | 6                    | 2                    | –          | –          | 28   | 9      |
| 2008-09        | エステグラル                    | イラン・プロリーグ       | 23     | 3      | 2                    | 1                    | 5          | 0          | 30   | 4      |
| 2009-10        | エステグラル                    | イラン・プロリーグ       | 30     | 10     | 1                    | 1                    | 7          | 5          | 38   | 16     |
| 2010-11        | エステグラル                    | イラン・プロリーグ       | 26     | 10     | 2                    | 1                    | 6          | 5          | 34   | 16     |
| 2011-12        | エステグラル                    | イラン・プロリーグ       | 16     | 9      | 2                    | 0                    | 0          | 0          | 18   | 9      |
| カタール       | カタール                        | カタール                 | リーグ | リーグ | アミールカップ       | アミールカップ       | ACL        | ACL        | 合計 | 合計   |
| 2011-12        | アル・ガラファSC                | カタール・スターズリーグ | 15     | 6      | 3                    | 1                    | 4          | 0          | 22   | 7      |
| イラン         | イラン                          | イラン                   | リーグ | リーグ | ハズフィー・カップ   | ハズフィー・カップ   | ACL        | ACL        | 合計 | 合計   |
| 2012-13        | エステグラル                    | イラン・プロリーグ       | 1      | 0      | 0                    | 0                    | 0          | 0          | 1    | 0      |
| 合計           | イラン                          | イラン                   | 165    | 58     |                      |                      | 17         | 9          |      |        |
| 合計           | オーストリア                    | オーストリア             | 12     | 2      |                      |                      |            |            |      |        |
| 合計           | UAE                             | UAE                      |        | 54     |                      |                      | 4          | 1          |      |        |
| 合計           | カタール                        | カタール                 | 15     | 6      | 3                    | 1                    | 4          | 0          | 22   | 7      |
| 総合計         | 総合計                          | 総合計                   |        | 120    |                      |                      | 25         | 10         |      |        |

- アシスト

| シーズン | クラブ           | アシスト数 |
| -------- | ---------------- | ---------- |
| 07/08    | エステグラル     | 2          |
| 08/09    | エステグラル     | 3          |
| 09/10    | エステグラル     | 2          |
| 10/11    | エステグラル     | 5          |
| 11/12    | エステグラル     | 8          |
| 11/12    | アル・ガラファSC | 5          |
| 12/13    | エステグラル     | 0          |

## サッカーイラン代表
マジーディーは1996年12月に開催されたAFCアジアカップ1996のサッカーサウジアラビア代表戦で代表デビューを果たした。彼は当時の代表監督であったブランコ・イヴァンコヴィッチの下ではアリ・ダエイやアーラシュ・ボルハーニーの控え選手としてベンチを温める事が多く、AFCアジアカップ2004を直前に控えた2004年の代表合宿では代表招集を辞退した。その後再び招集されるようになり、2007年時点で41試合に出場、10得点を決めた。AFCアジアカップ2007前の合宿ではアミール・ガレエノーイーの下で、AFCアジアカップ2011前の合宿ではアフシン・ゴトビの下で招集された。2011年8月23日にはカルロス・ケイロス新監督のもと再び代表に招集された。マジーディーは1996年から2011年まで16年間に渡りイラン代表で活躍し最も招集歴の長い選手だったが、実際に出場した試合数は多くなかった。ファルハード・マジーディーとペルセポリスFCの主将であったアリー・キャリーミーは2014 FIFAワールドカップ・アジア予選においてイラン代表サポーターの人気を二分する選手と考えられている。2011年9月27日、マジーディーはイラン代表からの引退を表明した。

## 獲得タイトル

### 選手時代

#### エステグラル
- イラン・プロリーグ

 優勝 (3) : 1997-98, 2008-09, 2012-13
- ハズフィ・カップ

 優勝 (1) : 2007-08
- AFCチャンピオンズリーグ

 準優勝 (1) : 1998-99

#### アル・アイン
- AFCチャンピオンズリーグ

 優勝 (1) : 2002-03

#### アル・アハリ・ドバイ
- UAEプロリーグ

 優勝 (1) : 2005-06

#### アル・ガラファ
- カタール・アミールカップ

 優勝 (1) : 2012

#### イラン代表
- 西アジアサッカー選手権

 優勝 (1) : 2004

### 監督時代

#### エステグラル
- イラン・プロリーグ

 優勝 (1) : 2021-22
- ハズフィ・カップ

 準優勝 (2) : 2019-20, 2020-21

### プライベート
2010年、IFFHSより世界の現役サッカー選手の中で最も人気のある選手に認定された。